# ابن باجه
ابوبکر محمد بن یحیی بن صائغ معروف به ابن باجه، ستاره‌شناس، ریاضی‌دان، منطق‌دان، فیلسوف، فیزیک‌دان، طبیب، روان‌شناس، گیاه‌شناس، شاعر و دانشمند بزرگ اندلسی جهان اسلام است. او در سال ۴۹۸ هجری به سرقسطهٔ اندلس (ساراگوسای اسپانیای امروزی) به دنیا آمد و به سال ۵۳۲ هجری در فاس مراکش چشم از جهان فروبست. او را در غرب بیشتر با نام لاتینی شدهٔ Avempace می‌شناسند. ابن باجه و ابن طفیل و ابن رشد و ابن خلدون، چهار فیلسوف نامدار سرزمین‌های غربی جهان اسلام به‌شمار آمده‌اند.
نام و شهرت ابن باجه، وی را برای مدتی به عرصه فعالیت‌های سیاسی می‌کشاند، و به وزارت ابن تفلویت، یکی از حاکمان مرابطان، می‌رسد؛ اما همان نام و شهرت، وی را آماج حسادت و رشک دیگران قرار می‌دهد و به بهانه داشتن برخی عقاید انحرافی به کفر و الحاد متهم می‌شود و احتمالاً مرگ ناشی از مسمومیت وی نیز به همان اتهام‌ها مربوط است.

## دیدگاه‌ها
محور تفکر فلسفی ابن باجه، هستی انسان و سرگذشت او است. انسان همچون فرد و همچون موجودی اجتماعی، یا به تعبیر بهتر، انسان همچون موجودی منفرد، تنها مانده، اما در جامعه، از اینجاست نامگذاری «تدبیرالمتوحد» نوشته ناتمام ابن باجه، ابن باجه پژوهش دربارهٔ انسان را از اینجا آغاز می‌کند، که هر موجود زنده‌ای در چیزهایی با جمادات مشترک است و هر حیوانی با موجود زنده تنها در برخی چیزها مشترک است؛ و هر انسانی با حیوان غیرناطق در اموری شریک است. موجود زنده و جماد در عناصری که از آن‌ها ترکیب یافته‌اند، مشترکند: همچون سقوط طبیعی به سوی پایین و صعود قهری به سوی بالا و مانند این‌ها. حیوان نیز با موجود زنده در این امر مشترک است، زیرا هر دو از یک عنصرند، و در داشتن نفس غاذیه، مولده و نامیه (بر روینده) نیز مشترکند. بدین‌سان انسان با حیوان غیرناطق در همه این امور و نیز در احساس و تخیل و حافظه، ذکر و افعالی که زاییده این‌هاست و وابسته به روان ددگونه (نفس بهیمیه) است، مشارکت دارد. امتیاز انسان از همه آن گونه‌های دیگر موجود در داشتن «نیروی اندیشه» است و آنچه جز به وسیله آن ممکن نیست؛ بنابراین انسان دارای نیروی «به یادآوری» (تذکر) است که جانداران دیگر از آن محرومند… و از آن رو که آدمی ساخته شده از عناصر است، افعالی از وی سر می‌زند که وی را در آن‌ها اختیار نیست، مانند فروافتادن از بالا و سوختن در آتش و مانند این‌ها؛ و نیز دارای برخی افعال است که در آن‌ها اصلاً اختیار ندارد، مانند احساس. در این افعال گونه‌ای ضرورت (جبر) یافت می‌شود، مانند کارهایی که انسان در ترس شدید انجام می‌دهد، و نیز دشنام دادن به دوست خود یا کشتن برادر و پدر در موردی که مسئله تملک به میان می‌آید.

## اتصال بهعقل فعال
اصل واژه و مفهوم عقل فعال ارسطویی است. وی در کتاب دربارهٔ نفس در دفتر سوم که از عقل بحث می‌کند، بین دو مفهوم از عقل فرق می‌نهد: یکی قوه اندیشیدن و درک مفاهیم؛ و دیگری نیرو و قوه ای که مفاهیم را می‌سازد. اولی به عقل منفعل و دیگری به عقل فعال معروف شد. شارحان مسلمان، برخلاف برخی شارحان بزرگ مسیحی مانند توماس آکویناس، عقل فعال را موجودی متمایز از انسان دانسته‌اند که محرک عقل بشری در فرایند ادراک است. ابن باجه با چنین برداشتی از عقل فعال، در رساله‌های مختلف خود، سعادت واقعی انسان را اتصال به این عقل و گرفتن صور معقول از آن می‌داند. بنابراین سعادت و کمال واقعی انسان در تفکر ابن باجه مسئله ای مربوط به نظر و تعقل است و با عمل نسبت مستقیمی ندارد. عقل انسانی که از لحاظ مراتب تعقل در سطح نازلی قرار دارد و معقول را در صورت هیولانی درک می‌کند، از رهگذر کوشش عقلی رشد می‌یابد و در نهایت ممکن است بتواند معقول را به صورت مجرد درک کند و این همان سعادت است.

## کتاب تدبیر المتوحد
ابن باجه «تدبیر المتوحد» را نخست با تعریف واژه «تدبیر» آغاز می‌کند و می‌گوید: واژه «تدبیر» در زبان عرب دارای معانی گوناگون است، که مشهورترین آنها عبارت است از: «ترتیب کارهایی یا افعالی برای رسیدن به هدفی قصد شده». بدین سان، این واژه در مورد کسی که تنها یک کار انجام می‌دهد تا به هدفی که قصد آن را کرده‌است، برسد، به کار نمی‌رود. اما کسی که معتقد است کارش چندگانه است و آن را از این حیث که دارای ترتیب است، در نظر می‌گیرد، آنگاه آن «ترتیب»، «تدبیر» نامیده می‌شود. از این روست که خداوند را «مدبر» جهان می‌نامند. تدبیر می‌تواند بالقوه یا بالفعل باشد، اما دلالت این واژه بر آنچه بالقوه است بیشتر و مشهورتر است. از سوی دیگر آشکار است که «ترتیب»، اگر دربارهٔ امور ممکن یا بالقوه باشد، انگیزه آن «اندیشه» است؛ زیرا این مختص به اندیشیدن است و تنها زاییده آن است؛ بنابراین تدبیر تنها برای انسان ممکن است و اگر این واژه در مورد موجود دیگری هم به کار رود، از لحاظ تشبیه آن به انسان است. تدبیر همچنین به گونه عموم و خصوص گفته می‌شود. اگر به عموم گفته شود، به همه کارهای انسان، هرگونه که باشد، اطلاق می‌گردد. بدین‌سان در مورد پیشه‌ها و هنرها و نیز در مورد کارهای جنگی به کار می‌رود و در هنرهایی مانند کفشدوزی و بافندگی تقریباً به کار نمی‌رود؛ و اگر به این نحو گفته شود، باز هم دارای عموم و خصوص دیگری است. اگر به عموم گفته شود، به همه افعالی که صنایع یا هنرهای موسوم به بالقوه‌اند، اطلاق می‌شود؛ و اگر به خصوص گفته شود بر «تدبیر مدن» اطلاق می‌گردد. از سوی دیگر، «تدبیر» از لحاظ ارجمندی و کمال نیز دارای مراتبی است؛ ارجمندترین اموری که تدبیر نامیده می‌شود، تدبیر مدن و تدبیر منزل است، اما تدبیر خداوند در مورد جهان، تدبیر به گونه‌ای دیگر است که حتی از نزدیک‌ترین معانی شبیه به آن نیز به دور است، بلکه «تدبیر مطلق» است و ارجمندترین معانی تدبیر است و فقط بنابر همانندی که تصور می‌شود میان تدبیر انسانی و ایجاد جهان از سوی خداوند وجود دارد، تدبیر نامیده می‌شود. پس اگر تدبیر به اطلاق گفته شود، به معنای تدبیر مدن است، اگر هم به تقیید گفته شود، به تدبیر درست و نادرست منقسم می‌گردد. تدبیر مدن را فلاطن (افلاطون) در کتاب سیاست مدنی (منظور کتاب سیاست یا پولیتیا یا بنابر غلظ مشهور، جمهوری افلاطون است) توضیح و شکل درست آن را نشان داده و گفته‌است که نادرستی و خطا چگونه بدان راه می‌یابد.

## آراء دیگران دربارهٔ او
ابن خلدون، ابن باجه را یکی از دو چهره اصلی فلسفه در غرب جهان اسلام می‌داند که با دو چهره نامدار فلسفی شرق جهان اسلام، یعنی فارابی و ابن سینا، قابل قیاس اند.
ابن طفیل در مقایسه ابن باجه با دانشمندان مسلمان و غیرمسلمان مغرب می‌گوید: «در میان ایشان کسی که ذهنی دقیق تر، نگرشی درست و فکری صادق تر از ابن باجه داشته باشد، پدید نیامد».

اما وی در گلایه ای آشکار از ابن باجه می‌گوید:
«کارهای دنیا وی را به خود مشغول داشت و مرگ زودهنگام او نگذاشت گنجینه‌های دانش خود را آشکار و حکمتهای مخفی را ظاهر سازد، و از این روی، بیشتر نوشته‌های وی ناقص است»

## تالیفات
- تدبیر المتوحد
- تألیف اشراقیة
- رسائل ابن باجة الإلهیة
- کلام علی شیء من کتاب الأدویة المفردة لجالینوس
- کتاب التجربتین علی أدویة ابن وافد
- کتاب اختصار الحاوی للرازی
- کلام فی المزاج بما هو طب